# Пебдани, Артемис
Арте́мис Пебда́ни (англ. Artemis Pebdani, род. 2 августа 1977) — американская актриса. Родом из Ирана, Пебдани выросла в Техасе, и получила известность благодаря второстепенной роли в комедийном сериале FX «В Филадельфии всегда солнечно», где периодически появлялась с 2005 по 2013 год.
Пебдани выступала как стендап комик, а также появлялась в таких сериалах как «Щит», «Дурнушка», «Доктор Хаус», «Как я встретил вашу маму», «Американская семейка» и «Красотки в Кливленде». Вне телевидения, Пебдани имела небольшую роль в комедии 2014 года «Домашнее видео: Только для взрослых». В 2014 году она взяла на себя второстепенную роль в сериале Showtime «Мастера секса». После она присоединилась к сериалу ABC «Скандал», играя нового вице-президента. В 2016—2017 годах играла в телесериале «Сын Зорна».

## Избранная фильмография
| Год  |   | Русское название | Оригинальное название | Роль  |
| ---- | - | ---------------- | --------------------- | ----- |
| 2009 | с | Доктор Хаус      | House                 | Дайан |